# Dingxi
Dingxi is een stadsprefectuur in de Chinese provincie Gansu, Volksrepubliek China. Dingxi ligt 98 km ten oosten van Lanzhou.